# Uwe Lummitsch
Uwe Lummitsch (* 21. Februar 1956; † 21. April 1988) war ein deutscher Dichter.

## Leben
Uwe Lummitsch lebte in Stralsund. Aufgrund einer Kinderlähmung war er seit seinem vierten Lebensjahr auf einen Rollstuhl angewiesen. Er war redaktioneller Mitarbeiter bei der Zeitung Der Demokrat, später arbeitete er als kulturpolitischer Mitarbeiter auf der Volkswerft Stralsund.
Er wurde im Jahr 1985 mit dem Johannes-R.-Becher-Diplom des Kulturbundes der DDR ausgezeichnet. Zwei Jahre später, im Jahr 1987, veröffentlichte er den Gedichtband „Mondlandung“ im Mitteldeutschen Verlag; seine Lektorin war Erika Rüdenauer. Uwe Lummitsch starb kurz vor der Verleihung des Förderpreises des Mitteldeutschen Verlages und des Literaturinstituts „Johannes R. Becher“ an den Folgen seiner Krankheit.
Er gehörte einer Gruppe von Dichtern an, zu denen Thomas Kunst, Jörn Hühnerbein und Jörg Schieke gehörten. Uwe Lummitsch war Teilnehmer eines Poetenseminars.

## Werke
- „Mondlandung“, Gedichtband, Mitteldeutscher Verlag; 122 Seiten (1987), ISBN 3354001828
- „Diese zugeteilten Zärtlichkeiten“, Kolog-Verlag Berlin; 152 Seiten (1992), ISBN 3928556037

## Auszeichnungen
- Johannes-R.-Becher-Diplom des Kulturbundes der DDR, 1985
- Förderpreis des Mitteldeutschen Verlages und des Leipziger Literaturinstitutes "Johannes R. Becher", 1988 (nicht mehr verliehen wegen Todes)